# 亞特維亞吉 (日達喬夫區)
49°30′20″N 24°18′33″E / 49.50556°N 24.30917°E
亞特維亞吉（烏克蘭語：Ятвяги），是烏克蘭西部的村莊，隸屬利維夫州的斯特雷區。該村始建於1900年，面積0.64平方公里，海拔高度278米，2001年人口147，人口密度每平方公里229.69人。